# Zeca Pagodinho
Zeca Pagodinho, nom artístic de Jessé Gomes da Silva Filho (Rio de Janeiro, 4 de febrer de 1959), és un cantant i compositor brasiler. Ha gravat més de 20 àlbums i és considerat com un dels grans en el gènere samba i pagode. S'ha fet molt popular, i ha estat empre fidel a les seves característiques d'irreverència i broma, rebent també el reconeixement de la crítica i d'artistes i compositors reconeguts.
Nei Lopes va afirmar: 
| «           | (Zeca Pagodinho) És una de les poques unanimitats nacionals, elevat al nivell de mega-estrella del pop per les discogràfiques | » |
| — Nei Lopes | |   |

## Biografia
Zeca va néixer a Irajá, un barri carioca de la zona nord, fill de Iréia i Jessé. Des de petit freqüentava rodas de samba influenciat per la seva família. Va viure en diversos barris de Rio de Janeiro, sempre demostrant una gran estima per Xérem (un dels districtes de Duque de Caxias), on és propietari d'una finca i d'una escola de música per a nens d'escassos recursos de la regió.
El seu primer enregistrament va ser l'any 1981, amb la cançó «Camarão que dorme a onda leva», escrita juntament amb Arlindo Cruz, gràcies a una invitació feta per la seva padrina Beth Carvalho. Des de llavors, Zeca ha gravat més de 18 discos i és considerat un dels grans del gènere samba i pagode. L'artista, que va començar la seva carrera en les rodas de samba dels barris d'Irajá i Del Castilho, situats a la perifèria de Rio de Janeiro. Va aconseguir tal popularitat que els seus concerts van començar a augmentar el preu de les seves entrades, fins al punt que, difícilment, un admirador que visqui a les perifèries del Brasil té condicions d'aconseguir-les per a veure a Zeca en directe. Sempre fidel a les seves característiques d'irreverència i jocositat, Zeca rep també el reconeixement de la crítica a més del d'artistes i compositors consagrats.
Diverses cançons de l'artista han format part de les bandes sonores de telenovel·les brasileres.
El 2016, va ser un dels convidats especials a la cerimònia d'obertura dels Jocs Olímpics de Rio 2016.
Actualment viu a la Barra da Tijuca juntament amb la seva dona, Mônica Silva, i els seus quatre fills: Eduardo, Luis, Elisa i Maria Eduarda.

## Característiques i estil musicals
Zeca Pagodinho és considerat pels experts i estudiosos de la història de la samba com un dels compositors més prodigiosos de partido alto de la seva generació, donada la seva intensa participació en els cercles de samba del bloc Cacique de Ramos al començament de la seva carrera. Com a vocalista, tot i que no es considera "un cantant", Pagodinho és venerat a l'univers de la samba com un intèrpret talentós que aconsegueix transmetre fidelment l'emoció i el significat de les cançons que interpreta, combinant sempre el lirisme amb un estil lúdic i rebel. Al llarg de la seva carrera, és notable la seva evolució des d'un simple compositor de samba fins a un intèrpret d'altres compositors de generacions més joves i també de generacions passades. El mateix artista sovint esmenta la "manca d'espai" als seus àlbums per a la inclusió de composicions pròpies. Al llarg del seu extens repertori, Pagodinho va tornar a gravar diverses cançons antigues de compositors que considera els seus referents, com ara Monarco i Noel Rosa.
A més d'exportar la imatge de la samba a les noves generacions, Pagodinho també demostra una gran versatilitat en participar en projectes artístics que varien de la samba tradicional, sovint fent equip amb artistes de diversos àmbits musicals. El 1999, per exemple, el sambista va gravar una exitosa versió de "Com Que Roupa" -el clàssic de Noel Rosa- en un duet amb Caetano Veloso. El 2014, va gravar la cançó "Sem Compromisso" (composta per Geraldo Pereira) en un projecte musical en honor a Chico Buarque, amb qui ja havia realitzat diverses re-enregistraments en la dècada de 1990.

## Discografia

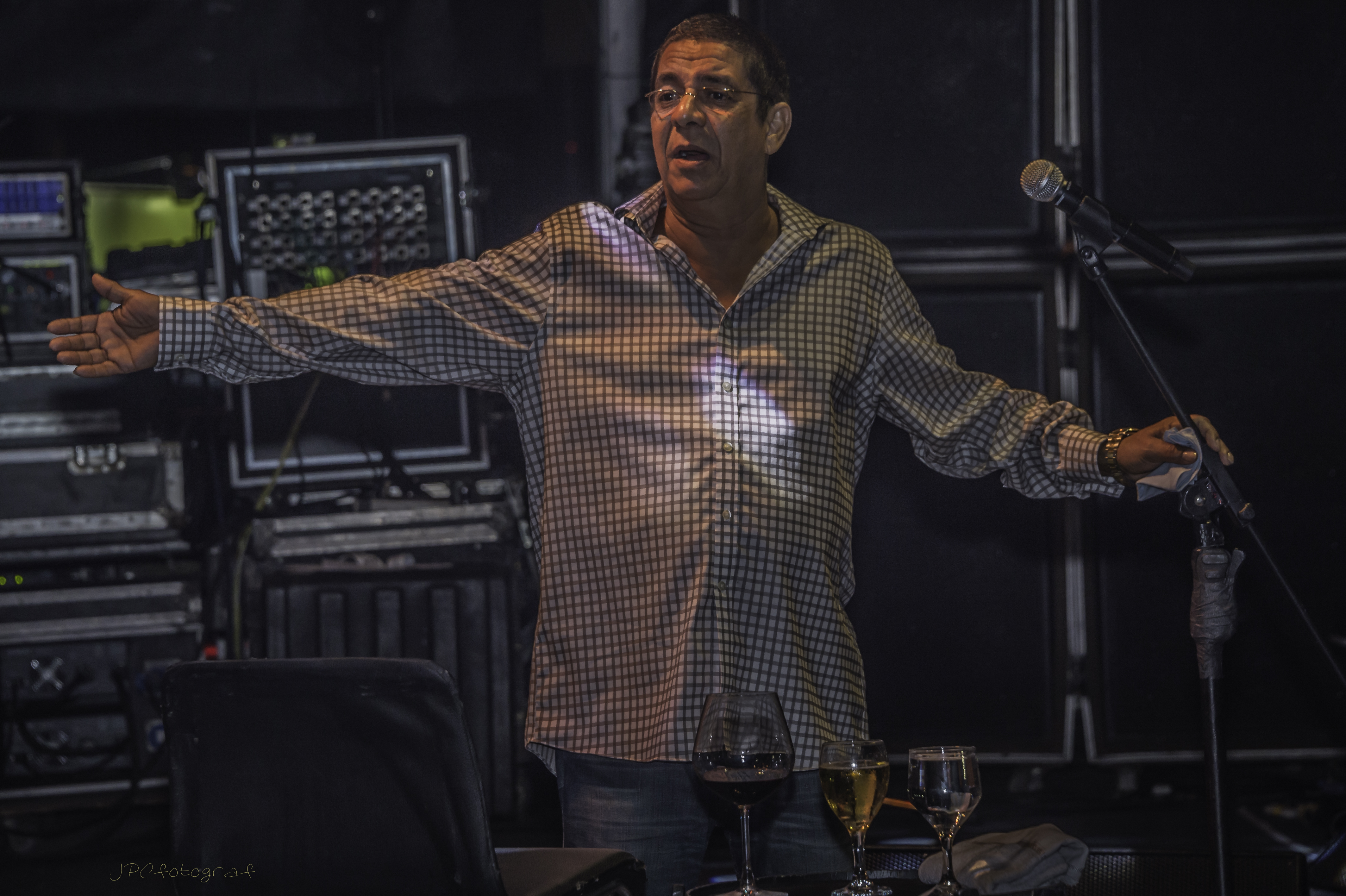
Pagodinho durant una actuació de 2016.

| Any  | Títol                                                    |
| ---- | -------------------------------------------------------- |
| 1981 | Camarão que Dorme a Onda Lleva                           |
| 1986 | Zeca Pagodinho                                           |
| 1987 | Patota do Cosme                                          |
| 1988 | Jeito Moleque                                            |
| 1989 | Boêmio Feliz                                             |
| 1990 | Mania da Gente                                           |
| 1991 | Pixote                                                   |
| 1992 | Um dos Poetas do Samba                                   |
| 1993 | Alô, Mundo!                                              |
| 1995 | Samba Pras Moças                                         |
| 1996 | Deixa Clarear                                            |
| 1997 | Hoje é dia de Festa                                      |
| 1998 | Zeca Pagodinho                                           |
| 1999 | Ao Vivo                                                  |
| 1999 | Millennium                                               |
| 2000 | Água da minha sede                                       |
| 2002 | Deixa a vida me levar                                    |
| 2003 | Acústico MTV                                             |
| 2005 | À Vera                                                   |
| 2006 | Acústico MTV 2 Gafieira                                  |
| 2008 | Uma Prova de Amor                                        |
| 2010 | Vida da Minha Vida                                       |
| 2011 | Ao Vivo com os Amigos                                    |
| 2012 | Quintal do Pagodinho (en directe)                        |
| 2013 | Multishow Ao Vivo: 30 Anos - Vida que Segue (en directe) |
| 2014 | Sambabook Zeca Pagodinho (en directe)                    |
| 2015 | Ser Humano                                               |
| 2016 | O Quintal do Pagodinho 3 (en directe)                    |
| 2019 | Mais Feliz                                               |

## Premis i mencions

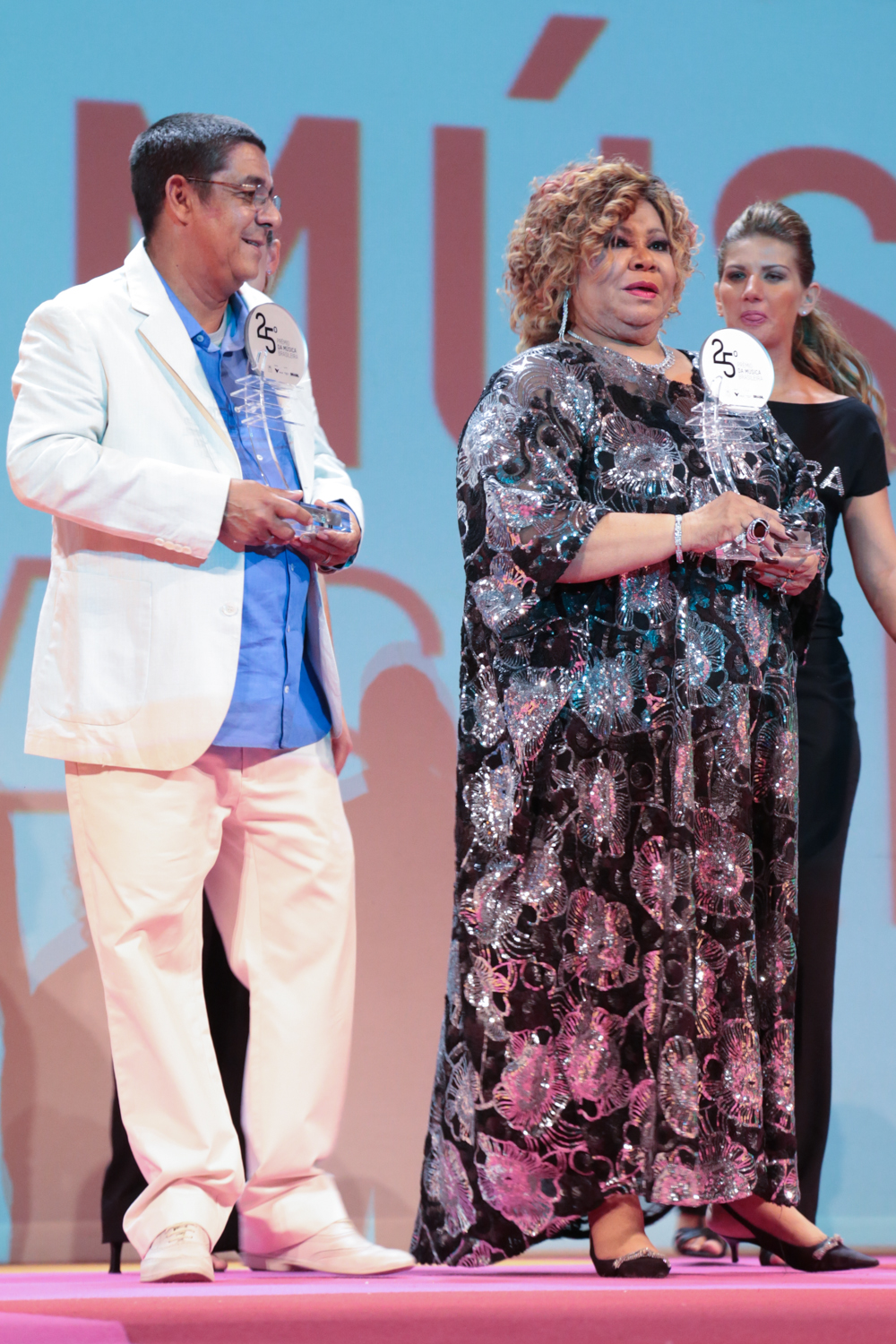
Zeca Pagodinho i Alcione, 2014.

### Premis Grammy Llatins
| Any  | Categoria                    | Nominació                                   | Resultat  |
| ---- | ---------------------------- | ------------------------------------------- | --------- |
| 2000 | Millor Àlbum de Samba/Pagode | Ao Vivo                                     | Guanyador |
| 2001 | Millor Àlbum de Samba/Pagode | Água da Minha Sede                          | Guanyador |
| 2002 | Millor Àlbum de Samba/Pagode | Deixa a Vida Me Levar                       | Guanyador |
| 2002 | Millor Cançó Brasilera       | Deixa a Vida Me Levar                       | Nominat   |
| 2004 | Millor Àlbum de Samba/Pagode | Acústico MTV                                | Nominat   |
| 2005 | Millor Àlbum de Samba/Pagode | À Vera                                      | Nominat   |
| 2007 | Millor Àlbum de Samba/Pagode | Acústico MTV 2 - Gafieira                   | Guanyador |
| 2009 | Millor Àlbum de Samba/Pagode | Uma Prova de Amor                           | Nominat   |
| 2010 | Millor Àlbum de Samba/Pagode | Especial MTV - Uma Prova de Amor Ao Vivo    | Nominat   |
| 2011 | Millor Àlbum de Samba/Pagode | Vida da Minha Vida                          | Nominat   |
| 2013 | Millor Àlbum de Samba/Pagode | Multishow Ao Vivo: 30 Anos - Vida Que Segue | Nominat   |
| 2015 | Millor Àlbum de Samba/Pagode | Ser Humano                                  | Nominat   |

### MTV Video Music Brasil
| Any  | Categoria                     | Nominació             | Resultat  |
| ---- | ----------------------------- | --------------------- | --------- |
| 1999 | Videoclip de Pagode           | Vai Vadiar            | Guanyador |
| 2002 | Videoclip d'MPB               | Deixa a Vida Me Levar | Guanyador |
| 2003 | Videoclip d'MPB               | Caviar                | Nominat   |
| 2008 | Concert de l'any              | Zeca Pagodinho        | Nominat   |
| 2009 | Millor Banda/Artista de Samba | Zeca Pagodinho        | Guanyador |

### Premis de la Música Brasilera
| Any  | Categoria               | Nominació                                | Resultat  |
| ---- | ----------------------- | ---------------------------------------- | --------- |
| 2009 | Millor Cantant de Samba | Zeca Pagodinho                           | Guanyador |
| 2009 | Millor Àlbum de Samba   | Uma Prova de Amor                        | Guanyador |
| 2009 | Millor Cançó            | Uma Prova de Amor                        | Guanyador |
| 2009 | Millor Cançó            | Então Leva                               | Nominat   |
| 2016 | Millor Cantant de Samba | Zeca Pagodinho                           | Nominat   |
| 2017 | Millor Cantant de Samba | Zeca Pagodinho                           | Guanyador |
| 2017 | Millor Àlbum de Samba   | O Quintal do Pagodinho: Ao vivo - Vol. 3 | Nominat   |

### Premi Multishow
| Any  | Categoria      | Nominació                    | Resultat |
| ---- | -------------- | ---------------------------- | -------- |
| 2001 | Millor Cantant | Zeca Pagodinho               | Nominat  |
| 2002 | Millor Concert | Zeca Pagodinho               | Nominat  |
| 2003 | Millor CD      | Deixa a Vida Me Levar        | Nominat  |
| 2004 | Millor Cantant | Zeca Pagodinho               | Nominat  |
| 2004 | Millor DVD     | Acústico MTV: Zeca Pagodinho | Nominat  |
| 2005 | Millor Cantant | Zeca Pagodinho               | Nominat  |
| 2006 | Millor Cantant | Zeca Pagodinho               | Nominat  |
| 2007 | Millor DVD     | Zeca Pagodinho - Ao Vivo     | Nominat  |
| 2009 | Millor Concert | Zeca Pagodinho               | Nominat  |

### Prêmio Contigo! MPB FM
| Any  | Categoria             | Nominació                                   | Resultat  |
| ---- | --------------------- | ------------------------------------------- | --------- |
| 2012 | Millor DVD            | O Quintal do Pagodinho                      | Guanyador |
| 2013 | Millor Àlbum de Samba | Multishow Ao Vivo: 30 Anos - Vida Que Segue | Guanyador |
| 2013 | Millor DVD            | Multishow Ao Vivo: 30 Anos - Vida Que Segue | Nominat   |
| 2014 | Projectes Especials   | Sambabook Zeca Pagodinho                    | Guanyador |

### Trofeu Imprensa
| Any  | Categoria      | Nominació      | Resultat  |
| ---- | -------------- | -------------- | --------- |
| 2002 | Millor Cantant | Zeca Pagodinho | Guanyador |
| 2003 | Millor Cantant | Zeca Pagodinho | Guanyador |
| 2004 | Millor Cantant | Zeca Pagodinho | Guanyador |
| 2006 | Millor Cantant | Zeca Pagodinho | Nominat   |
| 2007 | Millor Cantant | Zeca Pagodinho | Nominat   |
| 2008 | Millor Cantant | Zeca Pagodinho | Nominat   |

### Millors de l'Any (TV Globo)
| Any  | Categoria      | Nominació      | Resultat  |
| ---- | -------------- | -------------- | --------- |
| 1996 | Èxit de l'Any  | Zeca Pagodinho | Guanyador |
| 2002 | Millor Cantant | Zeca Pagodinho | Nominat   |
| 2003 | Millor Cantant | Zeca Pagodinho | Nominat   |
| 2006 | Millor Cantant | Zeca Pagodinho | Nominat   |
| 2007 | Millor Cantant | Zeca Pagodinho | Nominat   |
| 2008 | Millor Cantant | Zeca Pagodinho | Nominat   |